# Meteorium
Meteorium är ett släkte av bladmossor. Meteorium ingår i familjen Meteoriaceae.

## Dottertaxa tillMeteorium, i alfabetisk ordning[1]
- Meteorium africanum
- Meteorium aongstromii
- Meteorium araucariophila
- Meteorium balansaeanum
- Meteorium buchananii
- Meteorium ciliaphyllum
- Meteorium crispifolium
- Meteorium cucullatum
- Meteorium denticulatum
- Meteorium deppei
- Meteorium elatipapilla
- Meteorium filiforme
- Meteorium flexicaule
- Meteorium gerale
- Meteorium illecebraria
- Meteorium illecebrinum
- Meteorium imbricatum
- Meteorium intricatum
- Meteorium latiphyllum
- Meteorium leuconeurum
- Meteorium medium
- Meteorium nigrescens
- Meteorium nitens
- Meteorium papillarioides
- Meteorium polytrichum
- Meteorium pseudoteres
- Meteorium regnellii
- Meteorium rigidum
- Meteorium riograndense
- Meteorium spathulifolium
- Meteorium squamidioides
- Meteorium striatum
- Meteorium subpolytrichum
- Meteorium taiwanense
- Meteorium teres
- Meteorium undulifolium
- Meteorium viride